# Nuklearna medicina
Nuklearna je  medicina odjel na kojem se koriste radioizotopi, najčešće u neinvazivnim dijagnostičkim postupcima. U praksi, nuklearna medicina postoji tek nekih pedesetak godina i vrlo se brzo razvija kao moderna neinvazivna dijagnostička grana u medicini.

Radioizotopi su,  ipak radioaktivne čestice, no smiju se unositi u organizam bolesnika gotovo bez štetnosti po zdravlje. Obično je to radioaktivna tekućina koja se unosi u organizam injekcijom u venu na ruci. Upravo to da se pri takvim dijagnostičkim pretragama daje samo jedna «mala injekcija», i to je sve što može biti «neugodno» tijekom cijelog ispitivanja, svrstava nuklearnu medicinu u neinvazivnu dijagnostiku. Ozračenje bolesnika pri ispitivanju vrlo je malo, no ipak postoji.
Unesena radioaktivna tekućina rasprostranjuje se po cijelom organizmu i ne izaziva alergijske reakcije. U ovisnosti o kemijskom sastavu, u pojedinim se organima duže zadržava ili nakuplja te se na taj način dokazuju ili isključuju različite bolesti. Značajan dio radioaktivne tvari se, ubrzo nakon injiciranja, izluči mokraćom. Zbog toga je važno da bolesnik, prije ispitivanja i nakon njega, pije dosta tekućine kako bi čim prije ispraznio radioizotop koji se skuplja u mokraćnom mjehuru.
Za razliku od drugih uređaja koji koriste zračenje, u dijagnostičkim postupcima u nuklearnoj medicini izvor zračenja je, barem neko vrijeme, radioaktivna tekućina (radioizotop) koja se rabi do injiciranja. Nakon injiciranja izvor zračenja postaje čovjek – pacijent. Zato korištenje radioizotopa u medicini nazivamo «otvorenim izvorima zračenja». Srećom, zračenje je relativno malo i relativno brzo prestaje.
Važno je također znati da najčešće rabljeni radioizotopi, raspadanjem ili «gašenjem», postaju potpuno neradioaktivni unutar nekoliko sati ili jednog dana.
Da bi se moglo vidjeti kako se ponaša radioizotop u organizmu, rabe se osjetljivi detektori zračenja, uređaji koji se nazivaju gama-kamere.